# Kanton Ernée
Kanton Ernée (fr. Canton d'Ernée) je francouzský kanton v departementu Mayenne v regionu Pays de la Loire. Tvoří ho šest obcí.

## Obce kantonu
- Ernée
- Larchamp
- Montenay
- La Pellerine
- Saint-Denis-de-Gastines
- Vautorte